# 乱世佳人
《乱世佳人》（英語：Gone with the Wind，首映時譯《叱咤風雲》），是一部根据小说家玛格丽特·米切尔的同名小說《飘》改编的美国电影。男女主角分别由克拉克·盖博和费雯·丽飾演。
本片在文化與商業上都獲得極大的成功。1940年的第12届奥斯卡金像奖中，本片獲得十三項提名，最終拿下囊括最佳影片在內共得八個獎項，若連同兩座榮譽獎計入的話，此片共奪下十座大獎，此紀錄維持了20年，直至1959年才被《賓虛》以十一項超越，《亂世佳人》並在1998年美国电影协会评选的20世纪最伟大100部电影排名第四。而在商業上，本片是美國史上售出票數最多者，並有許多研究指出在考慮通胀後，這是史上票房最高的電影。

## 故事介绍
影片开始于1861年美国南北战争爆发前夕，佐治亚州的塔拉（Tara）庄园。斯佳丽·奥哈拉（Scarlett O'Hara，也翻译为“郝思嘉”）是庄园主爱尔兰移民杰拉尔德·奥哈拉（Gerald O'Hara）和妻子埃伦（Ellen）的长女。她还有两个妹妹。斯佳丽美丽风流，追求者众多，但她独爱阿什利·威尔克斯（Ashley Wilkes），而阿什利早就和表親梅兰尼·汉密尔顿（Melanie Hamilton）订婚，并定于次日在「十二橡树园」举行烧烤，同时宣布两人订婚。
在十二橡树园，她遇见了瑞德·巴特勒（Rhett Butler，也翻译为“白瑞德”）。在一场关于战争的讨论中，瑞德说南方没有机会战胜北方。而当斯佳丽和阿什利单独在一起的时候，她向阿什利表明了自己的爱慕。阿什利承认斯佳丽很吸引人，但是梅兰尼更适合自己，斯佳丽给了阿什利一个耳光。当她发现瑞德在边上偷听的时候對他说：「先生，你太不绅士了！」（“Sir, you are no gentleman!”）而瑞德予以反击：「而妳，小姐，也太不淑女了！」（“And you, Miss, are no lady!”）
当晚战争爆发了，男人纷纷入伍。看到阿什利和梅兰尼结婚，而斯佳丽又气又急，临时决定嫁给其追求者——梅兰尼的弟弟查尔斯（Charles）。查尔斯也参军，很快死于肺炎，斯佳丽成为寡妇。
斯佳丽的母亲为了让斯佳丽高兴，将她送到亚特兰大汉密尔顿的家里。斯佳丽和梅兰尼参加了一个慈善舞会，在那里她和瑞德再次相遇。瑞德已经成为一个有如英雄般的人物，斯佳丽当时还在服丧期间，她接受了瑞德的邀请，与之共舞。在跳舞的时候，瑞德告诉斯佳丽他决心得到她，而斯佳丽说永无可能。
8个月后，南部军队大败，亚特兰大挤满了受伤的军人。郝思嘉請求白瑞德幫助她和家人一起返回塔拉莊園，好等她們可以在莊園等待戰爭結束。斯佳丽帮助梅兰尼分娩。瑞德赶着马车出现，并将她们送出城，他留给她马车和手枪，让她们回塔拉庄园，自己去參軍。
在回家的路上，她发现十二橡园已被焚毁，塔拉庄园还在，她的母亲刚刚去世，而她的父亲由于过度悲伤而神经错乱。塔拉庄园被军队洗劫一空，郝思嘉在沒有任何支援的情況之下，經歷了她一生中最重要和最痛苦的時刻，她成為家庭的唯一經濟支持者。在面臨著飢餓、疾病和暴力的惡劣環境當中，斯佳丽发誓要让家人不再挨饿，「上帝为我作证，我将不再饥饿。」（“As God is my witness, I'll never be hungry again.”）
斯佳丽和仆人采摘棉花来维持生活。她甚至击毙了一个闯入家中的北军士兵，并从他的背袋里找到了钱。战争结束，南方战败。阿什利回到了家乡，和梅兰尼团聚。垂头丧气的阿什利发现自己对塔拉庄园没有任何帮助，当斯佳丽要求他带自己离开的时候，他承认自己对斯佳丽的渴望，并热吻了她，但是最后他说自己不能离开梅兰尼。
斯佳丽的父亲杰拉尔德·奥哈拉在骑马驱逐一个觊觎他财产的人时，不幸从马上摔落身亡。斯佳丽继续照顾整个家庭，她发现自己难以支付庄园的重税。因此她精心打扮自己，去亚特兰大找被北军关押的瑞德求助。然而瑞德告诉她自己的外国银行账户已经被冻结了，不能给她以帮助。在返回的途中，斯佳丽遇上了她妹妹苏伦（Suellen）的未婚夫弗兰克·肯尼迪（Frank Kennedy），这时弗兰克已经成功地经营着一家商店和木材工厂。斯佳丽撒谎说妹妹就要嫁给别人，从而使自己不久成为弗兰克·肯尼迪夫人，开始经营木材生意，在亚特兰大定居下来。有一天，斯佳丽经过一个贫民窟时，遭到黑人流氓的攻击，幸亏得到原来他家黑奴山姆的帮助而获救。弗兰克、阿什利和其他三K党成员在夜晚袭击了贫民窟，阿什利在混乱中受伤，而弗兰克则不幸身亡。斯佳丽再度成为寡妇。
弗兰克的葬礼结束时，瑞德再次出现在斯佳丽面前向她求婚。两人在新奥爾良度过蜜月后，瑞德答应帮助斯佳丽重振塔拉庄园。不久，他们的女儿邦妮（Bonnie）出生，瑞德把全部感情投在邦妮身上。斯佳丽却依然对阿什利旧情难忘。
有一天，斯佳丽审视完工厂，听到阿什利说希望回到过去简单的生活，她拥抱了阿什利给他以安慰。而他们的对话被阿什利的姐姐英蒂安·威尔克斯（India Wilkes）听到。英蒂安一向对斯佳丽不满，散播斯佳丽勾引有妇之夫的留言使其名誉受辱。但是梅兰尼不相信流言，并邀请斯佳丽参加阿什利的生日晚会。次日早晨，当斯佳丽醒来准备和瑞德重新开始的时候，瑞德却向她提出了离婚，并带着邦妮去了伦敦。不久，因邦妮想家，瑞德带着她又回到美国。斯佳丽告诉瑞德她再次怀孕，但是瑞德依然很冷漠。两人争论时，斯佳丽不慎从楼梯摔落流产。
斯佳丽慢慢恢复了身体，瑞德准备与她重修旧好，可是他们的女儿邦妮像她的外祖父一样骑马时坠地身亡。斯佳丽和瑞德互相指责，两人关系再度陷入僵局。不久梅兰尼病重。临终前，她要求斯佳丽帮助她照顾阿什利，并又告诉斯佳丽瑞德是多么地爱她。斯佳丽走出屋外，安慰阿什利，阿什利投入她的怀抱，瑞德悄然离开。阿什利哭诉着梅兰尼对他的重要，斯佳丽终于认识到她无法取代梅兰尼在阿什利心中的位置，而瑞德才是她真正所爱的。
斯佳丽跑回家，却发现瑞德正在收拾行李准备离开她，并说现在才想起挽救他们的婚姻已经为时已晚。斯佳丽哀求瑞德不要离开她，并说其实她一直爱的是瑞德，她之前以为自己所爱的，只是阿什利在她心中的影子。瑞德说当邦妮在世时，他们曾有机会复合，现在机会已经没有了。他一定要离开亚特兰大。
当瑞德迈出大门的时候，斯佳丽问：「瑞德，如果你走了，我将去哪里？我该做什么？」（“Rhett, if you go, where shall I go? What shall I do?”）瑞德说，「坦白讲，亲爱的，我一點也不在乎。」（“Frankly, my dear, I don't give a damn.”）
斯佳丽站在台阶上，在绝望之余又燃起了希望：「塔拉庄园，我的家！我要回家。总有一天我会让他回来的！毕竟，明天又是新的一天！」（“Tara! Home. I'll go home, and I'll think of some way to get him back! After all, tomorrow is another day!”）

## 幕后故事
1936年5月，小说还没有正式发行，凯伊·布朗阅读了小说之后建议塞尔兹尼克国际电影公司总裁大卫·O·塞尔兹尼克购买小说的电影改编版权，将之拍成电影。一个月后，塞尔兹尼克花了5万美金购买了版权。（在影片推出后，1942年塞尔兹尼克又支付了5万美金作为红利。）
两位主角的选角工作整整进行了两年。多达1400位女演员试镜出演斯嘉丽，包括凯瑟琳·赫本、诺玛·希拉、贝蒂·戴维斯、芭芭拉·史坦威、琼·克劳馥、拉娜·特纳、苏珊·海华、卡洛尔·隆巴德、艾琳·邓恩、曼尔·奥勃朗、艾达·卢皮诺、瓊·芳登、洛丽泰·杨、米利亚姆·霍普金斯、塔卢拉赫·班克黑德、弗朗西丝·迪伊和露西尔·鲍尔。
直到1938年12月，考虑的名单中仍然还有四名女演员，其中包括珍·亞瑟和琼·贝内特。最后一共有两名演员参加了12月20日在特艺七彩的试镜，她们是宝莲·高黛和费雯·丽。
当时的费雯·丽是一个年轻的英国女演员，在美国还没有很大名气，已经出演了《英伦浩劫》和《牛津风云》等影片。1938年2月，费雯丽被通知作为斯佳丽的候选人。但是整个夏天，塞尔兹尼克一直在安排别的演员试镜。在乔治·丘克的回忆录裡提到，1938年10月21日，塞尔兹尼克说，“仍希望找到除那个新女孩之外的人选。”（"still hoping against hope for that new girl."）1938年12月10日，费雯·丽第一次正式试镜。两周后，在写给太太的信中，塞尔兹尼克说费雯·丽是斯佳丽的黑马（"the Scarlett dark horse"）。在一系列的试镜后，塞尔兹尼克于1939年1月13日对外宣布费雯·丽成为斯佳丽的扮演者。他给记者埃德·萨利文的信中说，“斯佳丽父母是法国人和爱尔兰人。碰巧的是，费雯·丽的父母也是。”
公共和塞尔兹尼克都认为克拉克·盖博是男主角瑞德·巴特勒的最佳人选。然而塞尔兹尼克的公司没有长期合同的男演员，因此他必须向别的公司协商借演员。因此加里·库珀转而成为塞尔兹尼克的第一选择，库珀和制片人塞缪尔·戈德温签有合同，还拥有一家发行公司，但是高德温一直没有明确表态。华纳兄弟提出让旗下的贝蒂·戴维斯、埃羅爾·弗林和奥丽维亚·德哈维兰联袂出演影片的主角来换取发行权。当加里·库珀落选后，他情绪很激动地说：“《乱世佳人》将遭遇好莱坞最大的失败，我很高兴克拉克·盖博将摔得鼻青脸肿，而不是我。”（"Gone With The Wind is going to be the biggest flop in Hollywood history. I'm glad it'll be Clark Gable who's falling flat on his nose, not me."）
最后塞尔兹尼克通过岳父的关系从米高梅公司借调克拉克·盖博出演，条件是影片的50%的利润将属于米高梅公司，并且影片必须由米高梅公司的父公司洛伊斯公司发行，而且洛伊斯公司要得到总收入的15%。塞尔兹尼克于1938年8月接受了苛刻的合同条件。
影片拍摄于1939年1月26日开机，同年6月27日关机，11月11日剪辑完成。导演是塞尔兹尼克的长期工作伙伴乔治·丘克，他花了两年时间在影片的前期准备过程。开机后三周不到，丘克和塞尔兹尼克矛盾越来越深，而离开了剧组。刚结束《绿野仙踪》的拍摄工作的维克多·弗莱明，接替了丘克的导演工作。丘克则继续担任费雯·丽和德·哈佛兰的表演老师。另一个米高梅公司的导演山姆·伍德，曾在5月接替弗莱明两周的工作。
李·加姆斯是电影最初的摄影师。一个月后，塞尔兹尼克和他的合伙人都认为画面太过黑暗，将主摄影师换为欧内斯特·哈勒，和彩色技术公司摄影师雷·雷纳翰合作。影片大部分摄制工作在加利福尼亚的洛杉矶和附近的文图拉县完成。影片总计耗费390万美金，之前只有1925年的《宾漢》和1930年的《地狱天使》耗资如此巨大。

## 迴响

### 第一次公开预演
当大卫·O·塞尔兹尼克在9月初被问及关于影片的压力时，他说，“中午的时候我觉得这是一部精彩的影片，半夜的时候我又觉得这部影片糟糕透顶。有时我觉得这是有史以来最伟大的影片。哪怕仅仅是一部伟大的影片，我也满足了。”
1939年9月9日，塞尔兹尼克的妻子爱琳，剪辑师哈尔·克恩和剧组所有成员带着影片到了富克斯剧院，当时影片还没有全部制作完成，还需要增加很多光学效果和音乐。当时剧院正在放映《夏威夷之夜》和《火爆三兄弟》，克恩和剧院经理商量可否在《夏威夷之夜》结束后直接播放《乱世佳人》，但是事先不告诉观众片名，观众可以选择离开，但是不可以再次进入播放厅也不可以出去打电话。剧院经理开始拒绝，最后还是被说服了，他唯一的要求的是让他的太太尽快赶到剧场。克恩站在经理边上听他打电话，确保他没有向太太透露片名。
当影片开始后，屏幕上出现塞尔兹尼克的名字，观众发出一声惊呼，他们知道塞尔兹尼克已经为这部影片工作了两年。在以后的采访中，克恩透露了当时的情况：“当玛格丽特·米切尔的名字出现在屏幕上，你从来没有听过那样的声音，他们只是欢呼，他们站在椅子上…我将音乐的声音放大，但是还是听不到。塞尔兹尼克太太象孩子一样哭泣，大卫也是，我也是。多么令人激动的时刻！当《乱世佳人》的片名出现时，雷鸣般的掌声！”
影片结束后，全场起立鼓掌。影片的回馈表里，三分之二的观众认为这部影片是优异的。绝大部分观众要求不要缩短影片的长度。

### 1939年反响
影片于1939年12月15日在亚特兰大首映，举城欢庆，佐治亚州政府宣布这一天是整个州的节日。后来任总统的吉米·卡特认为这是他一生中发生在南方的最重要的事件。
从1939年12月到1940年6月，观众只能预订购票，直到1941年影片正式发行。
影片于1940年4月在英国公映，立刻征服了英国的观众，连续播放了四年。至今仍然不断重映。

### 全球首映时间
- 阿根廷: 1939年12月27日
- 英国: 1940年4月17日
- 澳大利亚: 1940年7月4日
- 英屬香港: 1940年10月29日
- 瑞典: 1941年10月6日
- 西班牙: 1947年4月28日
- 挪威: 1947年12月15日
- 荷兰: 1949年3月3日
- 比利时: 1949年3月3日
- 法国: 1950年5月20日
- 芬兰: 1950年9月15日
- 意大利: 1951年11月3日
- 台灣: 1952年4月25日
- 日本: 1952年9月10日
- 西德: 1953年1月15日
- 奥地利: 1953年1月30日
- 大韩民国: 1957年3月25日
- 丹麦: 1958年9月9日

### 重新上映时间
- 台灣: (2)1959年12月18日[15]
- 台灣: (3)1967年11月24日
- 台灣: (4)1969年1月15日
- 台灣: (5)1976年5月1日
- 台灣: (6)1981年10月29日
- 台灣: (7)1987年5月23日
- 台灣: (8)2019年8月30日[16]

## 演职员表
- 导演：
  - 维克托·弗莱明（Victor Fleming）
  - 乔治·丘克（George Cukor）（未列名，中途退出）
  - 山姆·沃德（Sam Wood）（未列名，当维多不在时顶替）
- 编剧 
  - 玛格丽特·米切尔（Margaret Mitchell）（原著）
  - 薛尼·霍华（Sidney Howard）- 改編
  - 班·海克特（Ben Hecht） (未列名)
  - 大卫·O·塞尔兹尼克（David O. Selznick） (未列名)
  - 乔·斯沃林（Jo Swerling） (未列名)
  - 约翰·范·德鲁騰（John Van Druten） (未列名)
- 主演

|  | 克拉克·盖博（Clark Gable）.... 瑞德·巴特勒（Rhett Butler）                       |
|  | 费雯·丽（Vivien Leigh）.... 斯佳丽·奥哈拉（Scarlett O'Hara）                     |
|  | 莱斯利·霍华德（Leslie Howard）.... 阿什利·威尔克斯（Ashley Wilkes）              |
|  | 奥丽维亚·德哈维兰（Olivia de Havilland）.... 梅兰尼·汉密尔顿（Melanie Hamilton） |

- 其他演员 
  - 托马斯·米切尔（Thomas Mitchell）....  杰拉尔德·奥哈拉（Gerald O'Hara）
  - 芭芭拉·奥尼尔（Barbara O'Neil）....  埃伦·奥哈拉（Ellen O'Hara）
  - 伊夫林·凯斯（Evelyn Keyes）....  苏伦·奥哈拉（Suellen O'Hara）
  - 安·卢瑟福（Ann Rutherford）....  卡琳·奥哈拉（Carreen O'Hara）
  - 乔治·里弗斯（George Reeves）....  斯图尔特·塔尔顿（Stuart Tarleton）
  - 弗雷德·克兰（Fred Crane）....  布伦特·塔尔顿（Brent Tarleton）
  - 哈蒂·麥克丹尼爾（Hattie McDaniel）....  妈咪（Mammy）
  - 奥斯卡·波尔克（Oscar Polk）....  迫克（Pork）
  - 巴特福莱·麦奎因（Butterfly McQueen）....  普里斯（Prissy）
  - 维克托·乔里（Victor Jory）....  乔纳斯·威尔克森（Jonas Wilkerson）
  - 埃弗雷特·布朗（Everett Brown）....  大山姆（Big Sam）
  - 霍华德·C·希克曼（Howard C. Hickman）....  约翰·威尔克斯（John Wilkes）
  - 艾丽西亚·雷特（Alicia Rhett）....  英迪雅·威尔克斯（India Wilkes）
  - 兰德·布鲁克斯（Rand Brooks ....  查尔斯·汉密尔顿（Charles Hamilton）
  - 卡洛尔·奈（Carroll Nye）....  弗兰克·肯尼迪（Frank Kennedy）
  - 马希拉·马丁（Marcella Martin）.... 卡斯琳·卡尔弗特（Cathleen Calvert）
  - 劳拉·霍普·克鲁斯（Laura Hope Crews）....  皮特帕特·汉密尔顿姨妈（Aunt Pittypat Hamilton）
  - 埃迪·安德森(Eddie Anderson) .... 皮特叔叔（Uncle Peter）
  - 哈里·达文波特(Harry Davenport) .... 麦迪医生（Dr. Meade）
  - 利昂娜·罗伯特（Leona Roberts）.... 麦迪夫人（Mrs. Meade）
  - 简·达维尔（Jane Darwell）.... 多利·玛丽维斯（Dolly Merriwether）
  - 卡米·金（Cammie King）.... 邦妮（Bonnie Blue Butler）
  - 欧纳·芒森（Ona Munson）....  贝尔·沃特林（Belle Watling）
  - 埃里克·林登（Eric Linden）.... 阿姆普特逊·卡斯（Amputation case）
- 制片
  - 大卫·塞兹尼克（David O. Selznick）

## 評價
本片獲得了多數的好評。爛番茄根據91條評論，獲得92%的新鮮度，平均得分8.65／10。在Metacritic上，電影獲得了97分。

### 评论界反响

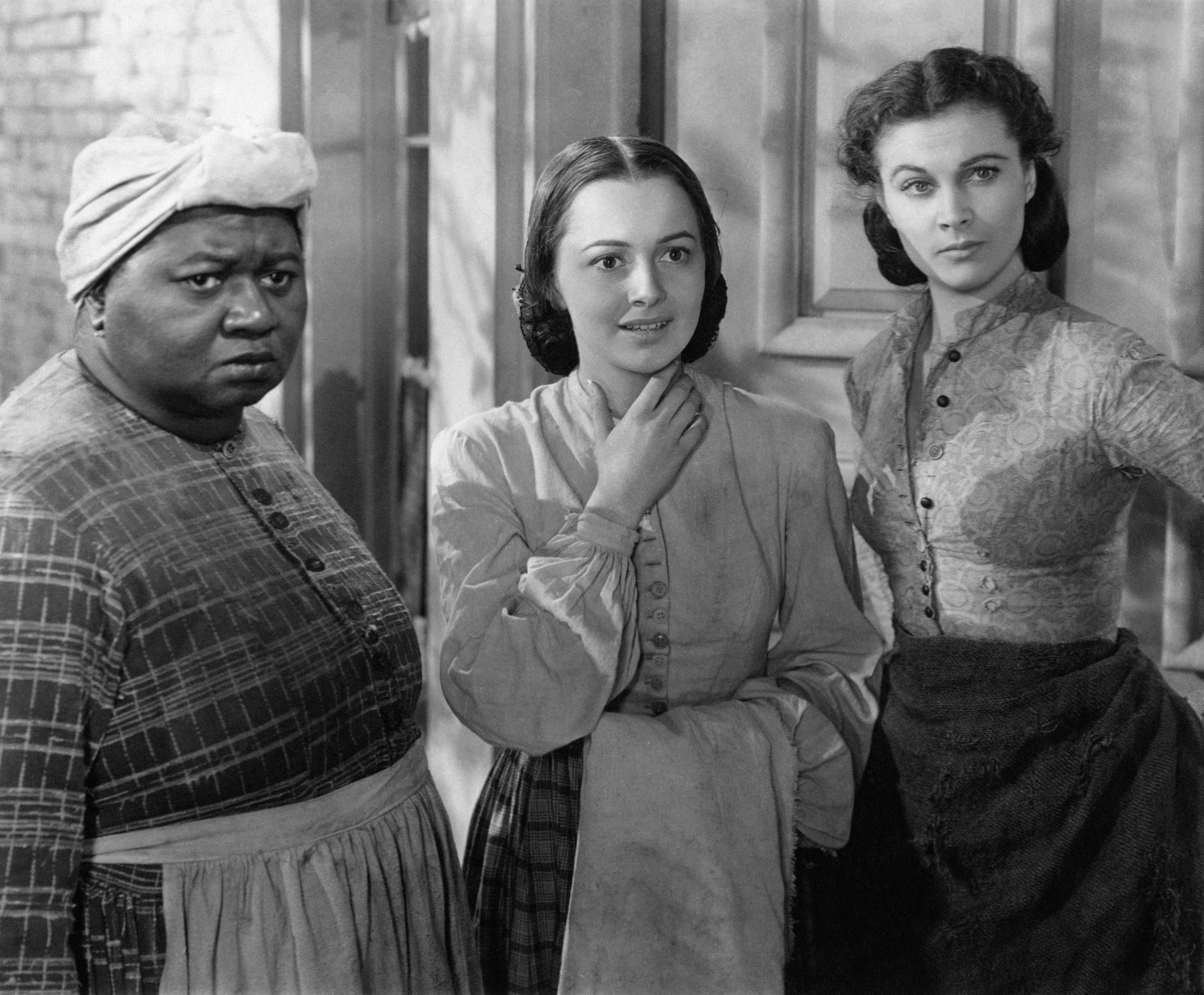
麦克丹尼尔、德哈维兰和费雯·丽的表演得到了好评

电影一经上映，消费者杂志和报纸普遍给予了极高的评价；然而，虽然其产值、技术成就和宏大规模得到了普遍认可，但是当时的有些评论家认为这部电影过长且戏剧性不足。《纽约时报》的弗兰克·S·纽金特（Frank S. Nugent）总结了这一普遍看法，他承认尽管这是当时最有野心的电影制作，但它可能不是有史以来最伟大的电影，不过他仍然认为这是一个“精彩动人的故事，讲述得很美”。《国家》的弗朗茨·霍勒林（Franz Hoellering）持同样的观点：“结果是一部在行业历史上具有重大事件意义的电影，但在电影艺术上只是一个次要成就。有些时刻两者配合得很好，但大多数部分只是充满了单纯的视觉冲击力。”
虽然影片因忠实于小说而获得了赞誉，但这一特点也被指出是导致影片时间过长的主要因素。约翰·C·弗林（John C. Flinn）在《綜藝》杂志中写道，塞尔兹尼克“留下了太多内容”，指出如果删减后半部分的重复场景和对话，电影的娱乐性会更好。《曼彻斯特卫报》认为电影的一个严重缺陷是故事缺乏史诗般的气质来支撑其耗费的时间，认为后半部分专注于郝思嘉的“无关婚姻”和“家庭纷争”大多是多余的，之所以保留只是因为玛格丽特·米切尔是这么写的。《卫报》认为，如果“故事在中间点被剪短整理，使个人戏剧性服务于电影对老南部衰落和毁灭主题的呈现，那么《乱世佳人》可能会成为一部真正伟大的电影”。同样地，霍勒林也认为影片的后半部分比前半部分弱：他指出内战是第一部分的驱动力，而角色在第二部分中占主导地位，认为这是影片的主要缺陷，评论称“仅有角色本身并不足够”。尽管许多场景十分出色，但是他认为戏剧性不够令人信服，心理发展也被忽视了。
大部分赞誉集中在选角上，尤其是对费雯·丽饰演郝思嘉的表现，评论家们对她的演技赞不绝口。纽金特称她是影片的“核心”，认为她在外形和性格上“完美契合角色”，以至于难以想象其他任何演员能替代她的角色。同样，霍勒林认为她在“外貌和动作”上都非常“完美”；他觉得她的表演最佳之处在于她能“突出她所饰演角色的双重性格”，尤其是在婚后强奸场景后的早晨等场景中特别有感染力。弗林也觉得费雯·丽在角色的外形上很适合，认为她在展示勇气和决心的场景中表现得最佳，例如从亚特兰大的逃离以及郝思嘉杀死北方军逃兵的场景。费雯·丽凭借这一角色在1939年紐約影評人協會奖中获得了最佳女演员奖。对于克拉克·盖博饰演的白瑞德，弗林认为他的角色塑造“接近米切尔小姐的设想，也是观众的期望”，纽金特也持同样看法，不过霍勒林觉得盖博在最后的分手场景，即白瑞德愤而离开郝思嘉，并不完全令人信服。对于其他主要演员，霍勒林和弗林都认为莱斯利·霍华德饰演的软弱卫希礼“令人信服”，而弗林称奥丽维亚·德哈维兰饰演的梅兰妮“出色”；纽金特尤其对德哈维兰的表现赞赏有加，称之为“温柔、尊贵、优雅的人物刻画瑰宝”。哈蒂·麦克丹尼尔饰演的奶妈角色也得到了许多影评人的称赞：纽金特认为她的表演是影片中仅次于费雯·丽的表现，而弗林则将她的表演列为次于费雯丽和盖博之后的第三位。

### 奥斯卡奖
在第12届奥斯卡金像奖上，《乱世佳人》打破了奥斯卡获奖和提名记录，在13项竞争类奖项提名中赢得了8项。它获得了最佳影片、最佳女主角、最佳女配角、最佳导演、最佳剧本、最佳摄影、最佳艺术指导和最佳剪辑奖，还因其设备和色彩运用获得了两项特别奖（也是首部获得最佳影片的彩色电影）。
影片的八项竞争类获奖纪录保持至1958年《金粉世界》获九项打破，而其总共十项获奖纪录则被1959年获十一项的《賓漢》打破。《乱世佳人》还保持着提名最多的纪录，直到1950年《彗星美人》获得十四项提名打破。它是当时片长最长的美国有声电影，并且可能仍保持着最长的最佳影片获奖纪录（取决于如何解读）。影片的播放时长略少于221分钟，而《阿拉伯的劳伦斯》（1962年）时长略多于222分钟；然而，包括序曲、幕间休息、间奏和离场音乐在内，《乱世佳人》时长达234分钟（某些来源则称其全长为238分钟），而《阿拉伯的劳伦斯》加上附加部分则稍短于232分钟。
哈蒂·麦克丹尼尔成为首位获得奥斯卡奖的非裔美国人，击败了同片共演的奥丽维亚·德哈维兰（她也被提名同一奖项），但在椰林俱乐部的颁奖典礼上被种族隔离；她和她的陪伴被安排在房间后方的单独一桌。同时，编剧西德尼·霍华德成为首位去世后获奖的奥斯卡得主，塞尔兹尼克则因其职业成就获得欧文·G·托尔伯格纪念奖。
| 奖项                | 受奖者                                                                  | 结果 | 备注                                           |
| ------------------- | ----------------------------------------------------------------------- | ---- | ---------------------------------------------- |
| 最佳影片奖          | 塞尔兹尼克国际电影公司                                                  | 獲獎 | 奧斯卡史上首部彩色最佳影片                     |
| 最佳导演奖          | 维克多·弗莱明                                                           | 獲獎 |                                                |
| 最佳改编剧本奖      | 悉尼·霍华德                                                             | 獲獎 |                                                |
| 最佳女主角奖        | 费雯·丽                                                                 | 獲獎 | 首位英國籍影后                                 |
| 最佳女配角奖        | 哈蒂·麥克丹尼爾                                                         | 獲獎 | 奧斯卡史上首位獲獎的黑人                       |
| 最佳攝影獎          | 厄奈斯特·霍尔和雷·雷纳翰                                                | 獲獎 |                                                |
| 最佳剪辑奖          | 哈尔·C·克恩和詹姆斯·E·纽康姆（James E. Newcom）                         | 獲獎 |                                                |
| 最佳艺术指导奖      | 莱尔·惠勒                                                               | 獲獎 |                                                |
| 終身成就奖          | 威廉·卡梅隆·曼泽斯                                                      | 獲獎 | 为他在《乱世佳人》对色彩的运用烘托了影片的主题 |
| 科技成果奖          | 唐·马斯格雷夫（Don Musgrave）                                           | 獲獎 |                                                |
| 俄文·撒尔伯格纪念奖 | 大卫·O·塞尔兹尼克                                                       | 獲獎 |                                                |
| 最佳男主角奖        | 克拉克·盖博                                                             | 提名 |                                                |
| 最佳女配角奖        | 奥莉薇·德·哈佛兰                                                        | 提名 |                                                |
| 最佳特效奖          | 弗雷德·阿尔宾（音效）、杰克·科斯格罗夫（视觉效果）、阿瑟·约翰斯（音效） | 提名 |                                                |
| 最佳錄音奖          | 托马斯·T·莫尔顿                                                         | 提名 |                                                |

### 非裔美国人的反应

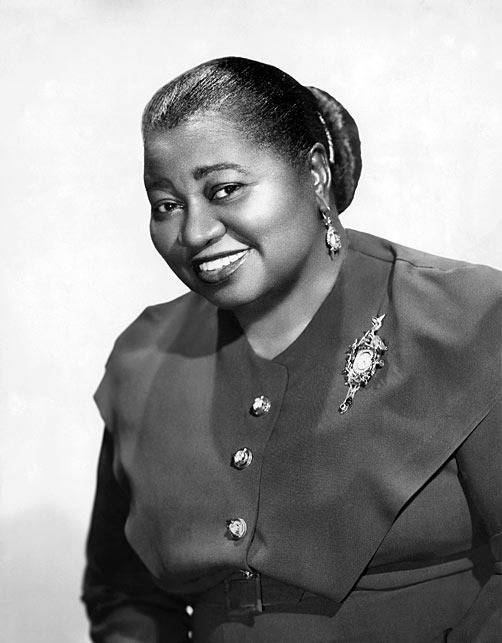
哈蒂·麦克丹尼尔：首位获奥斯卡奖的非裔美国人

电影上映以后，黑人评论家批评其对黑人的描写以及对奴隶制问题的“美化”。然而，最初由白人控制的报纸并未报道这些批评。黑人剧作家卡尔顿·莫斯（Carlton Moss）在一封公开信中指出，《一個國家的誕生》是“对美国历史和黑人人民的正面攻击”，而《乱世佳人》则是对同一问题的“背面攻击”。他还将其描述为“对南方反动势力的怀旧表示同情的请求”。莫斯进一步批评了黑人的刻板形象，如“懒散而迟钝的迫克”、“懒惰且完全不负责任的普里斯”、“欣然接受奴隶制的大山姆”，以及奶妈“对郝思嘉无休止的唠叨和百依百顺”。同样，诗人和教育家梅尔文·B·托尔森（Melvin B. Tolson）写道：“《一個國家的誕生》是一个赤裸裸的谎言，连一个愚蠢的人都能看穿。而《乱世佳人》则是一个微妙的谎言，会被数百万白人和黑人视为真相。”
在哈蒂·麦克丹尼尔获奥斯卡奖后，全国有色人种协进会领导人沃尔特·弗朗西斯·怀特（Walter Francis White）指责她是《汤姆叔叔的小屋》中的“汤姆叔叔”。麦克丹尼尔回应称，她宁愿每周赚七百美元饰演一位女佣，也不愿赚七美元真正做一位女佣；她还质疑怀特是否有资格代表黑人发声，因为他肤色较浅且只有八分之一的黑人血统。
影片上映后，黑人社区对此意见分歧，一些人称该片是“对美国黑人的恐怖武器”并侮辱了黑人观众，许多城市举办了抗议活动。麥爾坎·X后来回忆说，“当巴特福莱·麦奎因开始她的表演时，我真想钻进地毯里。”即便如此，黑人社区的一部分人认为麦克丹尼尔的成就是一种进步的象征：一些非裔美国人越过抗议队伍，称赞麦克丹尼尔的温暖和机智的演绎，其他人则希望她的成就能为其他黑人演员带来更高的银幕曝光率。《机会：黑人生活杂志》（Opportunity: A Journal of Negro Life）在对麦克丹尼尔获得奥斯卡奖的社论祝贺中，借《乱世佳人》提醒人们旧有的偏见为黑人的理想设置了“限制”。

### 观众反响
《乱世佳人》一经上映，打破了各地的观影纪录。在纽约的国会剧院，仅在十二月底每天的入场人数就达到了1.1万，上映四年后在美国估计卖出了六千万张票，相当于当时美国总人口的将近一半。影片在海外也取得了成功，在伦敦大轰炸期间造成轰动，自1940年4月在萊斯特廣場的小丽思（Little Ritz）连续放映了四年。到1943年底美高梅停止发行时，其全球發行已返還了3200萬美元的總租金（即製片廠在票房總額中所佔的份額），使其成为当时最赚钱的电影。1952年9月影片在日本上映，成为当时票房最高的外国电影。

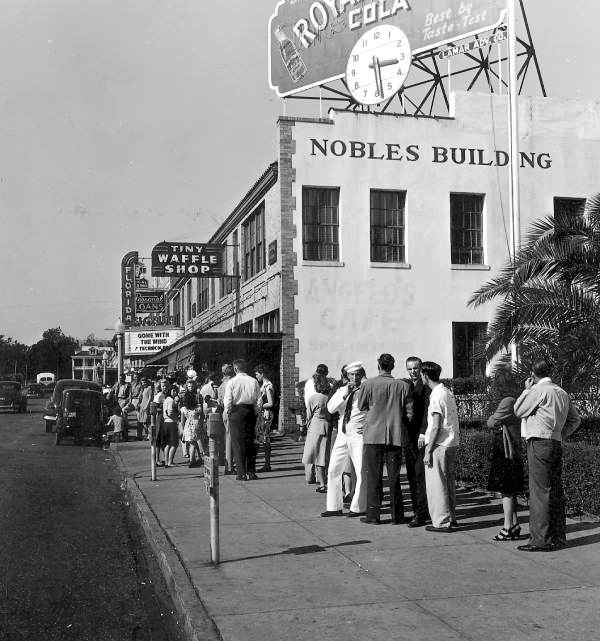
1947年佛罗里达州彭萨科拉排隊觀看《亂世佳人》的人们

儘管《亂世佳人》為投資者帶來的收入大約是先前紀錄保持者《一個國家的誕生》的兩倍，两部电影的票房表现却可能相差无几。《乱世佳人》大部分收入来自路演和首轮放映，发行商分别获得票房的70%和50%；与之相对，在普通上映中，发行商的分成通常只有票房的30-35%。《一個國家的誕生》的发行商Epoch以“州权”方式出售了许多放映地区的分销权——通常仅占票房的10%，而Epoch的账目仅显示了其自身从电影中获利的情况，并未包括地方发行商的收入。电影制片人和发行商协会秘书卡尔·E·米利肯（Carl E. Milliken）估计，到1930年，《一個國家的誕生》已有五千万人次观影。
1947年再次上映时，《乱世佳人》在美国和加拿大的租金收入为500万美元，成为当年十大电影之一。1954年和1961年的成功重映使它保持了业界收入最高的地位，尽管面临着《賓漢》等较新电影的强烈挑战，但直到1966年才被《音乐之声》超越。
1967年的重映不同寻常，因为美高梅选择了路演方式，使其成为影史上最成功的重映电影。该片总票房收入达6800万美元，使其成为美高梅60年代下半叶自《日瓦戈医生》后最赚钱的影片。美高梅从这次重映中获得了4100万美元的租金收入，美国和加拿大部分占据超过3000万美元，仅次于当年的《毕业生》。加上1961年重映的670万美元租金收入，该片成为北美市场60年代内收入第四高的电影，次于《音乐之声》、《毕业生》和《日瓦戈医生》。1971年再度重映使它短暂重夺票房纪录，全球总租金收入达约1.16亿美元，是最初上映收入的三倍多，直到次年被《教父》超越。
汇总所有上映次数，《乱世佳人》在美国和加拿大已售出超过两亿张票，成为该地区影院入场人次最多的电影。影片在西欧也取得了极大成功，英国售票量约3500万张，法国超过1600万张，分别成为这两个市场票数最高和第六高的电影。影片的吸引力在海外经久不衰，像在国内一样持久；1975年在伦敦Plaza 2影院上映的前三周每晚座无虚席，在日本则在为期五周的二十家影院上映中吸引了超过五十万人次。影片全球票房总收入超过3.9亿美元；2007年透納娛樂公司估计其票房收入按通货膨胀调整为当前价格约为33亿美元，2014年《吉尼斯世界纪录》得出34.4亿美元的数字，成为电影史上最成功的影片。

### 评论界再评价
- AFI百年百大電影 – #4
- AFI百年百大愛情電影 – #2
- AFI百年百大电影台词：
  - "Frankly, my dear, I don't give a damn." – #1
  - "After all, tomorrow is another day!" – #31
  - "As God is my witness, I'll never be hungry again." – #59
- AFI百年电影史电影配乐 – #2
- AFI百年百大勵志電影 – #43
- AFI百年百大电影 (2007年版) – #6
- AFI十大類型十大佳片 – #4史诗片

1970年代再评价该片时，历史学家小亞瑟·史列辛格认为好莱坞电影通常会随着时间的推移而展现出意料之外的深度或内在品质，但《乱世佳人》未能如此。理查德·希克尔（Richard Schickel）指出，一部电影的品质可以从观众的记忆力来评估，而《乱世佳人》在这方面显得乏力，缺乏难忘的画面和台词。同样，斯坦利·考夫曼（Stanley Kauffmann）也认为这部电影大多容易被遗忘，仅能清晰记住两个场景。希克尔和史列辛格都將其歸結為剧本“寫得不好”，進而称對話“華麗”並具有“明信片”般的感覺。希克尔还认为该片作为流行艺术作品也失败了，因为其重看价值有限，考夫曼也表示他看了两次后“希望此生不再观看：两次已是多余”。希克尔和安德鲁·萨里斯都指出影片的主要缺陷在于它呈现的是制片人的感性而非艺术性，由于换了多位导演和编剧，影片缺乏一种“被创造”或“被导演”的感觉，而更像是从“拥挤的厨房里冒出来的”，其主要创造力来源于制片人的执着，将影片尽可能忠实于原著。
尽管如此，萨里斯承认，该片在全球仍是“最受喜爱的娱乐作品”。朱迪斯·克里斯特（Judith Crist）认为，尽管有“媚俗”之嫌，但该片“无疑仍然是从好莱坞流水线上生产的最佳和最耐久的流行娱乐作品”，是一个品味和智慧兼具的表演者的产物。史列辛格指出，影片前半部分确实有一种“恢弘与活力”，试图契合其史诗主题，但他也同意批评者的意见，认为后半部分的剧情偏重于主角的个人生活，从而以不太真实的感伤情调消解了主题。考夫曼还发现该片与《教父》存在有趣的相似之处，后者正好在当时取代了《乱世佳人》成为票房冠军：两者均改编自“超美国化”的畅销小说，都在浪漫化的荣誉准则中展开，且本质都有文化上的虚构或修正主义。
随着时间的推移，评论界对该片的看法有所转变。2012年，它在《视与听》杂志的十年一度影评人投票中排名第235位，2015年BBC调查的62位国际影评人将其评为第97位最佳美国电影。为纪念特纳经典电影频道（TCM）成立20周年，2014年该频道再次放映了《乱世佳人》，TCM播出的第一部电影就是该片。在谈到该片重映的影院放映时，影史学者及TCM主持人罗伯特·奥斯本（Robert Osbourne）表示，“令我惊讶的是，75年后的今天，尽管世界发生了极大变化，《乱世佳人》依然保持并重现了当年对观众的吸引力。”

### 行业认可
该片在多个高端行业评选中被提名。1950年，《綜藝》在一项针对200多位在电影行业工作25年以上的专业人士的投票中将其评为过去半个世纪的最佳电影。1977年，它在美国电影学会（AFI）会员投票中被评为最受欢迎的电影；AFI还在1998年的“百大电影”榜单中将其列为第4名，在2007年十周年版中降至第6名。2012年，它在《视与听》十年一度的导演投票中排名第322位，2016年在美国导演工会的成员投票中被评为第9大“导演成就”。2014年，在好莱坞行业广泛投票中，它在《荷里活報道》的一项广泛调查中排名第15位，该调查涵盖了该地区的所有工作室、代理机构、宣传公司和制片公司。

### 争议
《亂世佳人》由于涉及种族问题，一直招来批评。因应2020年5月起爆发的乔治·弗洛伊德之死引发的示威活动，華納媒體旗下串流平台HBO Max在6月9日宣布，將《亂世佳人》暫時下架。平台发言人指出，《亂世佳人》反映當代對道德與種族的偏見，這些對種族主義的描述，在昔日與現今社會都不合適，若繼續保留在平台而不加解釋，是“不負責任”。24日，HBO Max为电影添加了免责声明后将《乱世佳人》重新上架。